# Redoxireakció

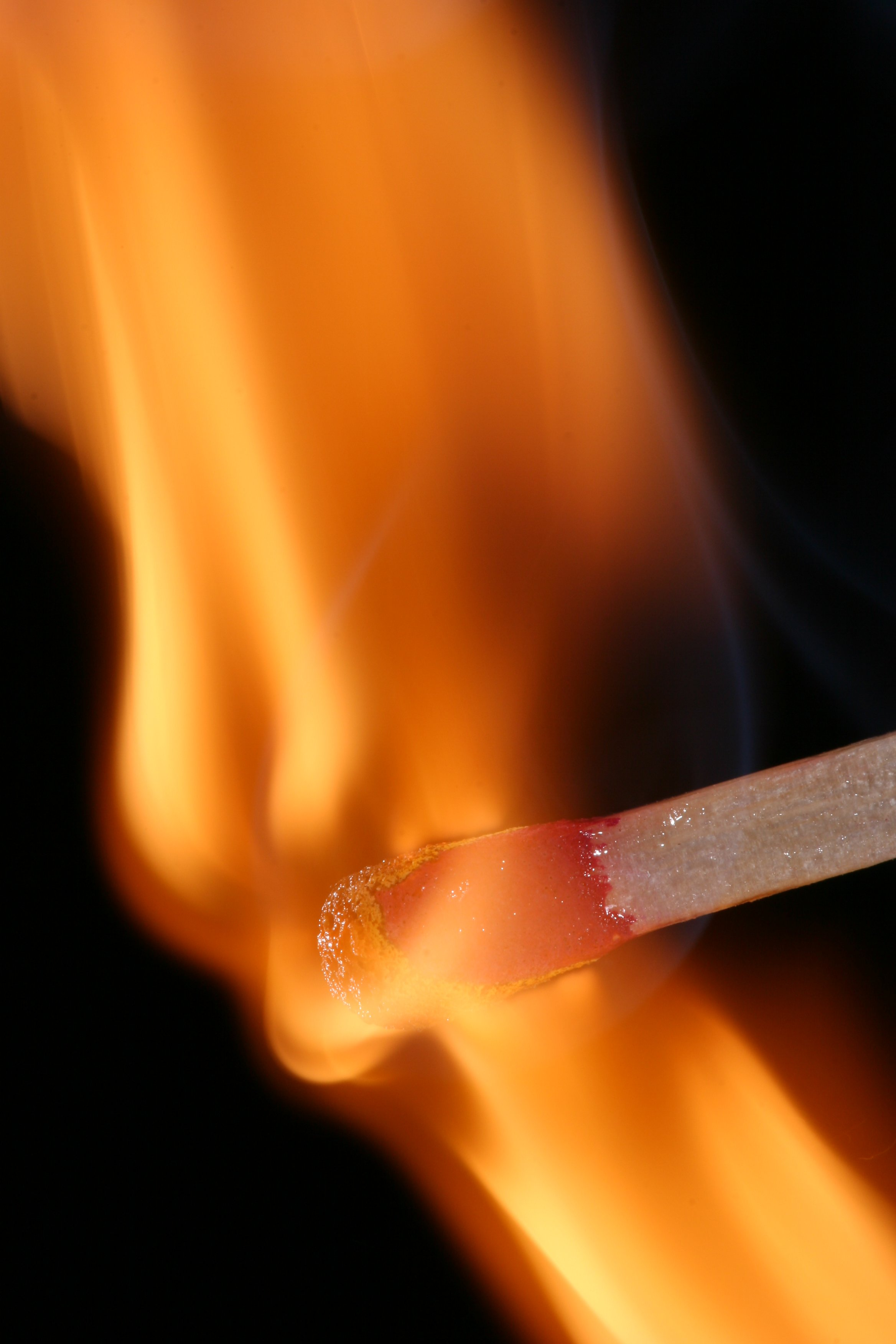
Az égést biztosító közeg az oxidációt lehetővé tevő oxigén

Redoxifolyamatoknak vagy redoxireakcióknak nevezzük azokat a kémiai reakciókat, melyek az oxidációfokmegváltozásával járnak. Ezekben a folyamatokban az egyik reakciópartner felvesz, a másik pedig veszít, lead elektronokat. Az elektront leadó partner oxidálódik, oxidációs száma nő. Ezek a reakciópartnerek a redukálószerek. Az elektront felvevő partner redukálódik, oxidációs száma csökken. Ezek az oxidálószerek.
Az elnevezés a latin reductio (visszahozás; re + ducere = visszavezetni) szóból származik.
Példa:
2 H2 + O2 = 2 H2O
A fenti folyamat leírása: a hidrogéngáz (H2) égése oxigén (O2) jelenlétében. A hidrogén oxidálódik, miközben az oxigén redukálódik. (Az oxigén oxidálja a hidrogént.) Az elemi oxigén illetve hidrogén gáz oxidációs száma 0 (nulla). A reakció során a hidrogén atomok oxidációs száma eggyel nőtt (+1 lett), miközben az oxigéné −2. Mivel a keletkezett vízmolekulában két hidrogén és egy oxigén alkot vegyületet, az oxidációs számok összege zérus (0).

## Az oxidáció jelentősége
Az oxidációs folyamatok többnyire a kémiailag kötött energia felszabadulásával járnak, ezért energiatermelők. Oxidáció során keletkezik hőenergia például a szén, illetve egyéb energiahordozók elégetése során a hőerőművekben.
C + O2 = CO2 (−394 kJ/mol)
Oxidációs (redox) folyamat a szőlőcukor átalakítása az élő szervezetekben, melynek során az élőlények az élet fenntartásához szükséges energiát nyerik.

## Oxidáló- és redukálószerek
Oxidálószerek lehetnek: a nagy elektronegativitású elemek, jellemzően a VI. és VII. főcsoport elemei (pl. O2, O3, F2, Cl2, Br2), valamint olyan vegyületek (molekulák, ionok), melyekben  magas oxidációfokú elemek találhatók (pl. MnO4-, Cr2O72−, H2O2, valamint egyéb, főleg szerves peroxidok).
Többnyire az utóbbiak felelősek a szabad gyökök képzéséért is.
Redukálószerek: elektron leadására hajlamos elemek, különösen az első két főcsoport tagjai (alkáli- és alkáliföldfémek, valamint a hidrogén), de a legtöbb fém és néhány nemfémes elem (pl. szén, nitrogén) is képes redukáló ágensként szerepelni a redoxifolyamatokban.
Ugyancsak oxidálódhat („redukálószerek”) a szerves és nem szerves vegyületek többsége is (pl. cukrok, alkoholok, egyes vitaminok). Ez utóbbiak antioxidáns hatással bírnak.